# Association pour le développement industriel de La Réunion

Logotype de l'Association pour le développement industriel de La Réunion.

Pour les articles homonymes, voir ADIR.
L'Association pour le développement industriel de La Réunion, ou ADIR, est une association loi de 1901 regroupant les principaux industriels de l'île de La Réunion. Créée le 9 août 1975 sous le double patronage de la préfecture de La Réunion et de la Chambre de commerce et d'industrie de La Réunion, elle regroupe désormais environ 200 adhérents, son siège étant installé au 30 rue Léon de Lepervanche au Port.

## Historique

### Présidents
- Xavier THIEBLIN, PDG du Groupe Quartier Français, entre 1975 et 1981[1].
- Abdé Ali GOULAMALY, PDG du Groupe Goulamaly, entre 1981 et 1987[1].
- Raphaël CHANE-NAME, PDG du Groupe Chane-Name, entre 1987 et 1989[1].
- Paul MARTINEL, PDG de la Compagnie laitière des Mascareignes, entre 1989 et 1996[1].
- Gérard DEBEUX, PDG de STMB (Société de Transformation Métallique de Bourbon), entre 1996 et 1999[1].
- Maurice CERISOLA, Directeur Général de Crête d'Or Entreprise, entre 1999[1] et 2011.
- Jérôme ISAUTIER, Directeur Général du Groupe Isautier, entre 2011 et 2016.
- Daniel MOREAU, Président Directeur Général de Royal Bourbon Industries, depuis 2016.